# Onésime et le Clubman

Onésime et le Clubman est un film muet français réalisé par Jean Durand et sorti en 1914.

## Fiche technique
- Réalisation : Jean Durand
- Société de production : Société des Établissements L. Gaumont
- Pays d'origine : France
- Format : Muet - Noir et blanc - 1,33:1 - 35 mm
- Métrage : 300 m
- Genre :  Comédie
- Durée : inconnue
- Dates de sortie : 
  - France : 1914
  - États-Unis : 7 mai 1914 sous le titre Batty Bill and the Suicide Club

## Distribution
- Ernest Bourbon : Onésime
- Gaston Modot